# 小行星24608
小行星24608（24608 Alexveselkov）是一颗绕太阳运转的小行星，为主小行星带小行星。该小行星于1977年9月18日发现。

## 轨道参数
小行星24608的轨道半长轴为2.3727633 UA，离心率为0.228。